# Ștefan Wassilko de Serecki
Ștefan (Stephan) conte Wassilko de Serecki (n. 10 iunie 1869, Castelul Berhomet; † 31 august 1933, Salzburg, înmormântat la Viena, Cimitirul Grinzing⁠(de)[traduceți]) din familia Wassilko, a fost un consilier ministerial, șambelan imperial, ofițer de cavalerie din Armata Comună a Austro-Ungariei cu gradul de căpitan și autor de cărți de Bridge. 

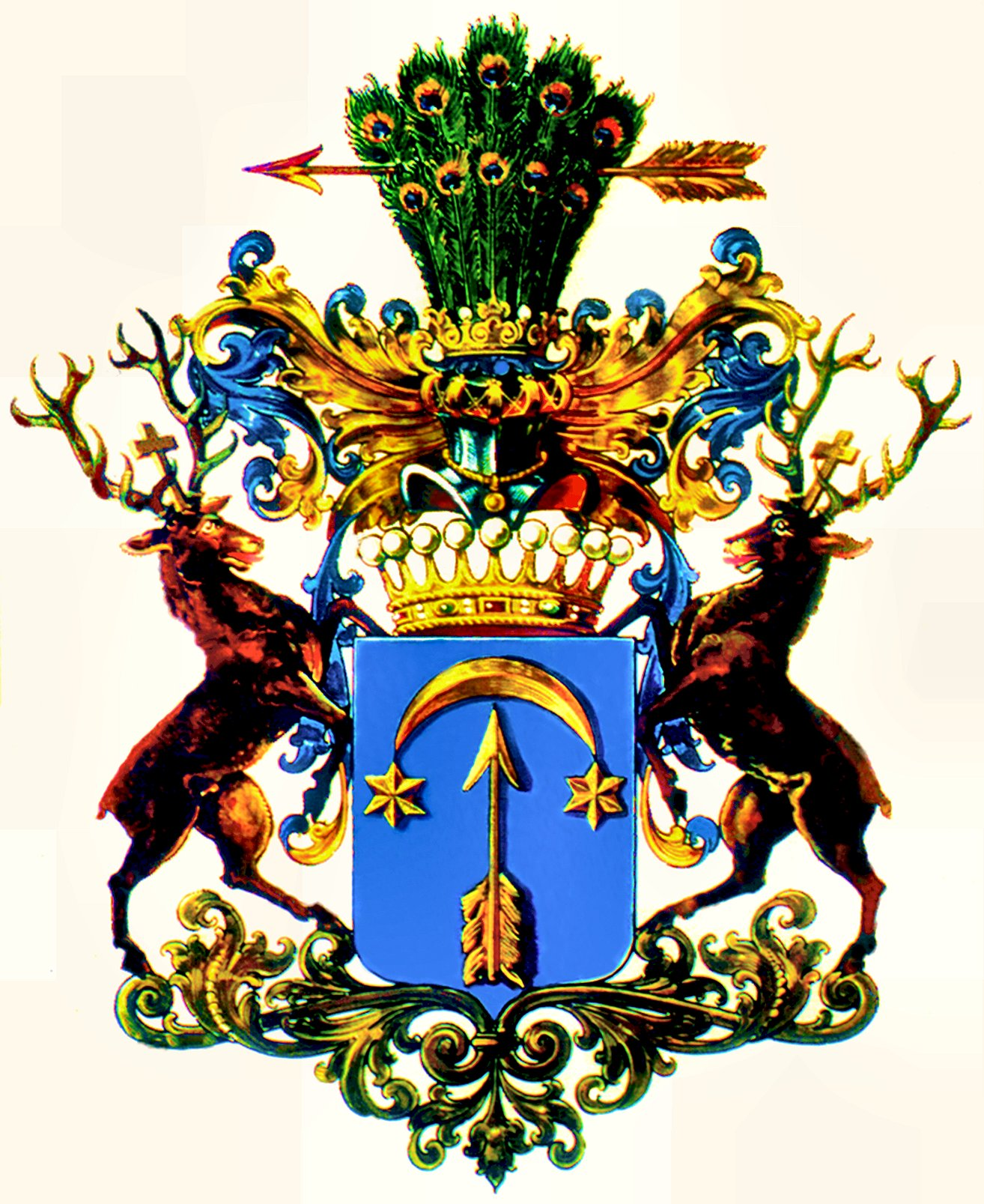
Stema conților Wassilko

## Biografie
Wassilko a absolvit liceul K.k. I. Staatsgymnasium Czernowitz din Cernăuți și a luat bacalaureatul în 1888. Apoi a urmat serviciul militar voluntar de 2 ani, numit la 22 decembrie 1890 locotenent în rezervă al regimentului de dragoni K.u.K. Eugen Freiherrn von Piret de Bihain nr. 9. A studiat apoi dreptul la Universitatea din Viena terminând cu cum laude în 1895.
Ștefan a intrat în serviciul public și a fost la început comisar princiar. În 1900 a devenit jurist în Ministerul de Interne din Viena și numit adjunct al reprezentantului Ministerului de Interne la „Comisia Centrală de Statistică”, apoi a devenit comisar de district în Cernăuți.
În 1909 s-a convertit împreună cu fiica sa Zoe de la confesiunea ortodoxă la cea romano-catolică, cu ocazia celebrării jubileului de 60 de ani al domniei împăratului Franz Joseph al Austriei. În același an i-a fost acordat titlul și caracterul unui consilier de secțiune. În această funcție, Ministrul de Interne l-a numit pe 1 iunie 1914 adjunct în comisia ministerială pentru operațiuni agricole ale Ministerului de Agricultură sub contele Karl Lodron-Laterano. Apoi, la 1 decembrie 1915, a fost promovat la rangul unui consilier ministerial în aceleași condiții.

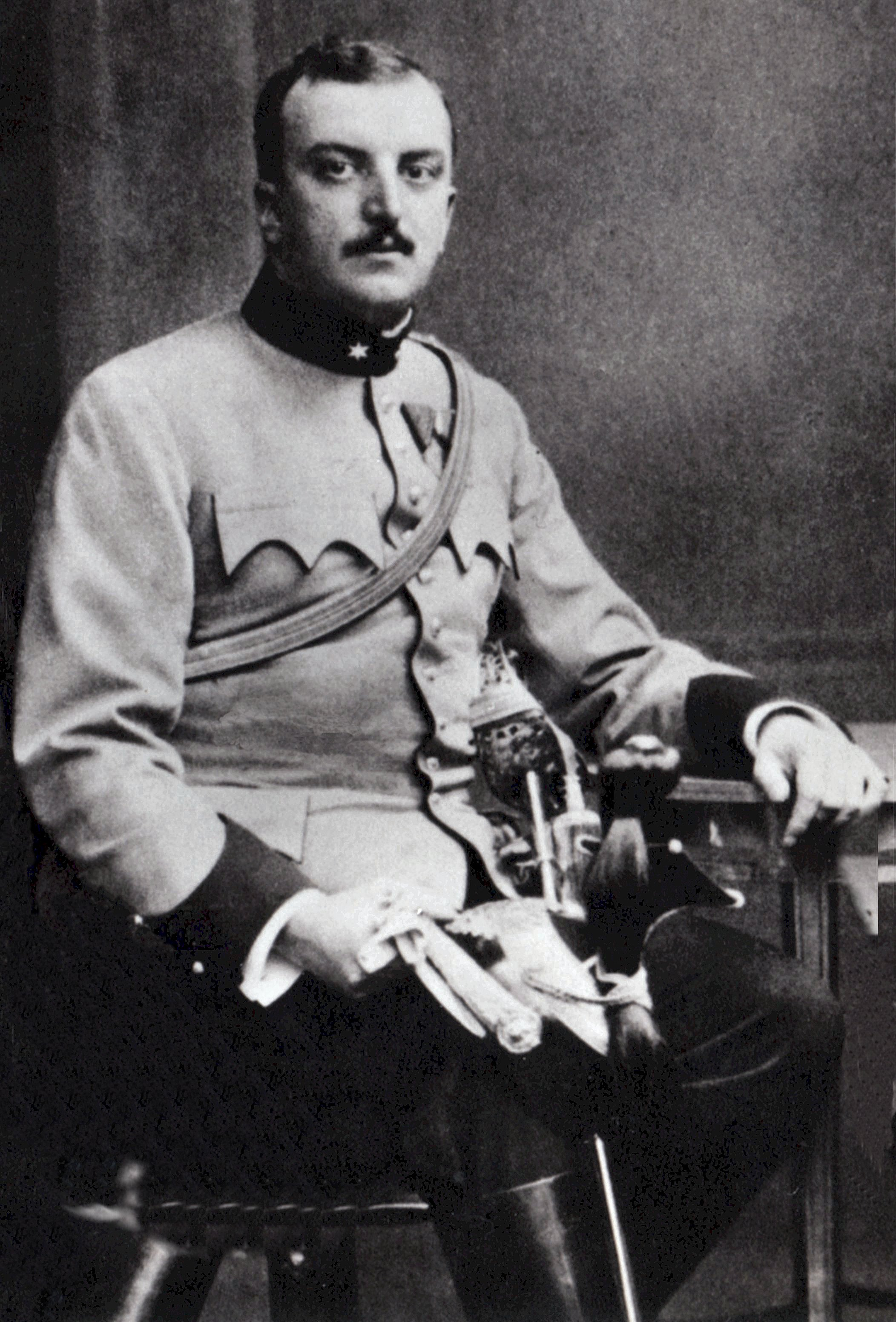
Ștefan Wassilko, 1905

La începutul războiului s-a oferit voluntar ca ofițer de rezervă și s-a alăturat Grupului Pflanzer-Baltin, aflat sub comanda generalului Karl von Pflanzer-Baltin în batalionul de Landwehr sub comanda colonelului Papp de pe frontul rusesc. Cu data de 1 noiembrie 1914, a avansat la gradul de locotenent major și a condus o companie de huțuli.
În bătălia pentru eliberarea Cernăuțului, pe lângă Toporăuți și Rarancea, a fost rănit astfel de grav la ambele picioare în bătălia de noapte de la Rarancea de la 9 mai 1915, încât a fost transferat în spitalul militar din Satu Mare, unde, după cinci operații, a trebuit să-i fie amputat piciorul stâng ca urmarea uneia septicemie. Superiorul său Papp l-a lăudat în raportul lui în corespondența „K.u.K Feldpost” pentru comportamentul său de luptă excelent precum condusul companiei pentru a contracara inamicul care invadase o bază, mergând cu mult înaintea soldaților săi și fiind primul care a fost rănit.
Pentru efortul său exemplar a fost decorat cu Crucea de Merit Militar de clasa a 2-a cu decorație de război (KD.) și Ordinul al Crucii de Fier de clasa a 2-a la banda alb-neagră împărătesc german (aprobarea imperială de purtat de la 23 ianuarie 1916). În urma rănilor suferite, Ștefan a fost forțat să-și încheie cariera militară, dar a mai fost promovat la gradul de căpitan (Rittmeister la 20 noiembrie 1917.
Ministrul de Interne l-a numit în februarie 1918 drept reprezentant al Ministerului de Interne în comisia ministerială pentru operațiuni agricole. La 1 iunie 1918, împăratul Carol I al Austriei l-a onorat cu Ordinul Imperial Leopold de cavaler pentru serviciile sale eminente ca consilier în Ministerul de Interne.
Împreună cu frații săi, a fost numit deja pe 19 decembrie 1905 șambelan imperial, iar prin înaltă rezoluție a împăratului Carol I al Austriei dată la 29 august 1918 în Eckartsau (diploma: Viena, 19 octombrie al anului), a fost onorat cu titlul de conte, motivul fiind loialitatea sa față de stat și sacrificiile personale.
După război a rămas în Austria, pentru că posibilitățile de tratament au fost pe timpul acesta acolo mult mai eficiente, dar a vizitat patria și familia de multe ori. El și-a dedicat aproape tot timpul în scrierea de cărți de Bridge care au fost reeditate mai multe ori, deși a suferit foarte mult de consecințele rănilor sale din război și a murit în urma efectelor tardive la vârsta de doar 64 de ani la Salzburg, dar este înmormântat la Viena în cimitirul din Grinzing, unde se odihnesc și soția și fiica lui.

## Decorații
- Medalia comemorativă pentru forțele armate, înainte de 1910
- Crucea militară de aniversare, înainte de 1910
- Ordinul al Crucii de Fier de clasa a 2-a la banda alb-neagră împărătesc german, (1915)
- Crucea de Merit Militar de clasa a 2-a cu decorație de război (KD.), (1915)
- Medalia de Merit Militar "Signum Laudis" (1916)
- Ordinul Imperial Leopold de cavaler (1918)

## Publicații
- Das Auktions-Bridge, Editura Manz-Verlag, Viena Leipzig, 1919, 115 pp.
- Auktions-Bridge und Kontrakt-Bridge, Editura Manzsche Verlags- und Universitäts-Buchhandlung, Viena Leipzig 1926, 138 pp.
- Kontrakt-Bridge Platfond, Editura Manz-Verlag, Viena Leipzig, 1928, 193 pp.
- Kontrakt-Bridge Platfond mit amerikanischer Zählung, Editura Manz-Verlag, Viena Leipzig 1930, 259 pp.

## Familie
Ștefan a fost nepotul baronului Iordachi (1795-1861) și al treilea fiu al baronului Alexandru Wassilko de Serecki (1827-1893) – mareșal al Ducatului Bucovinei (pe atunci parte a Imperiului Austro-Ungar) și de asemenea membru pe viață al Camerei Superioare de la Viena. Mama sa a fost Ecaterina de Flondor (1843-1920).
S-a căsătorit la 3 mai 1894 cu Rosa (n. 2 iulie 1869, Krems an der Donau – d. 6 ianuarie 1950, Viena), fiica avocatului, președintelui de poliției din Viena (1885-1892) precum guvernatorul Bucovinei (1892-1894) Franz baron von Krauß (n. 24 noiembrie 1837 – d. 27 octombrie 1919) și a soției sale, Berta von Thoren (n. 22 august 1843 – d. 22 iulie 1908). În timpul mandatului său de șef de poliție din Viena, a avut loctragedia de la Mayerling între prințul mostenitor Rudolf al Austriei și baroneasa Maria von Vetsera (1889). Soții au avut o fiica, Zoe (n. 11 iulie 1897, Cernăuți – d. 26 noiembrie 1978, Viena), mai târziu o astrologă și parapsihologă cunoscută austriacă care a murit nemăritată.

## Galerie de imagini

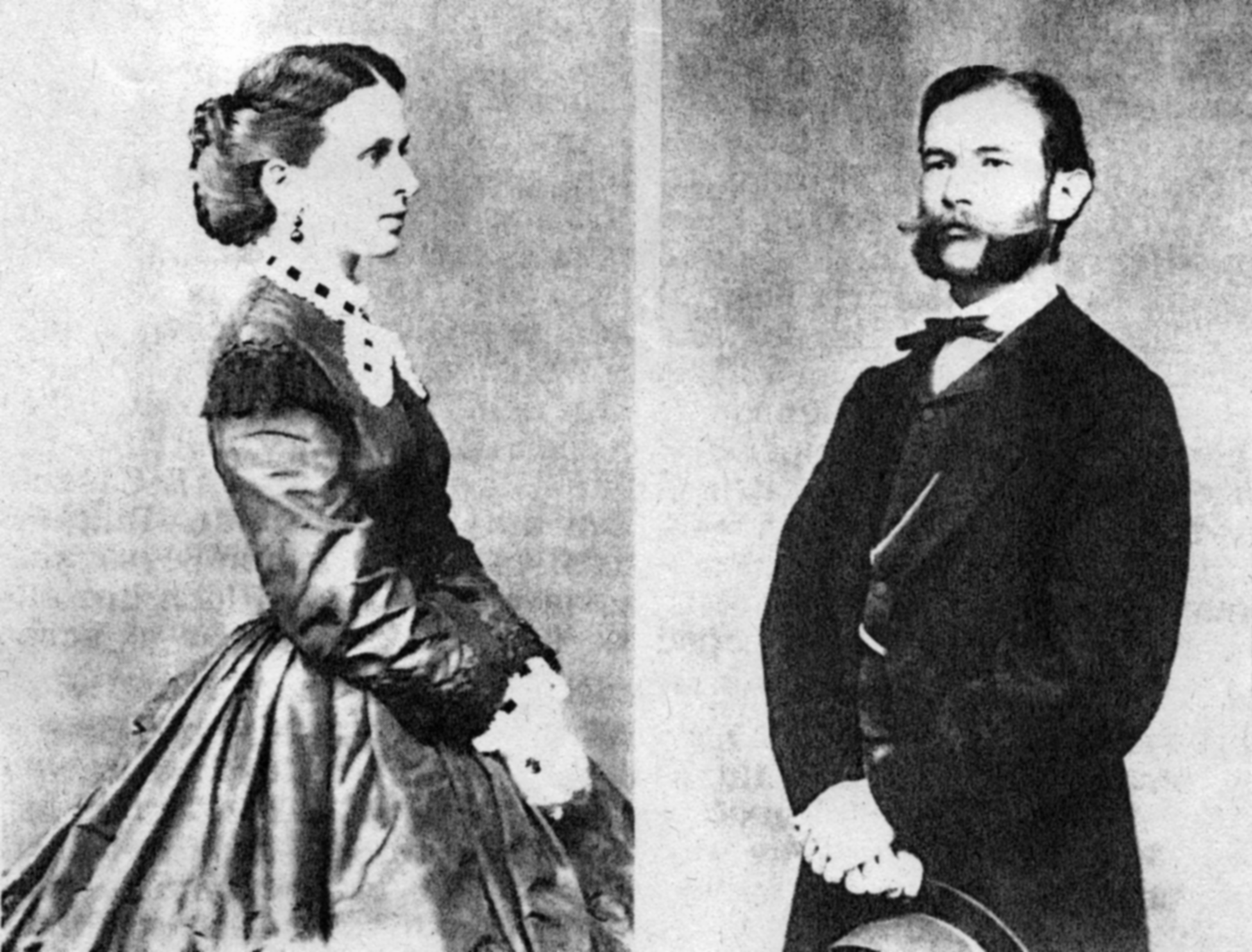
Baronul Krauss și soție, după 1860
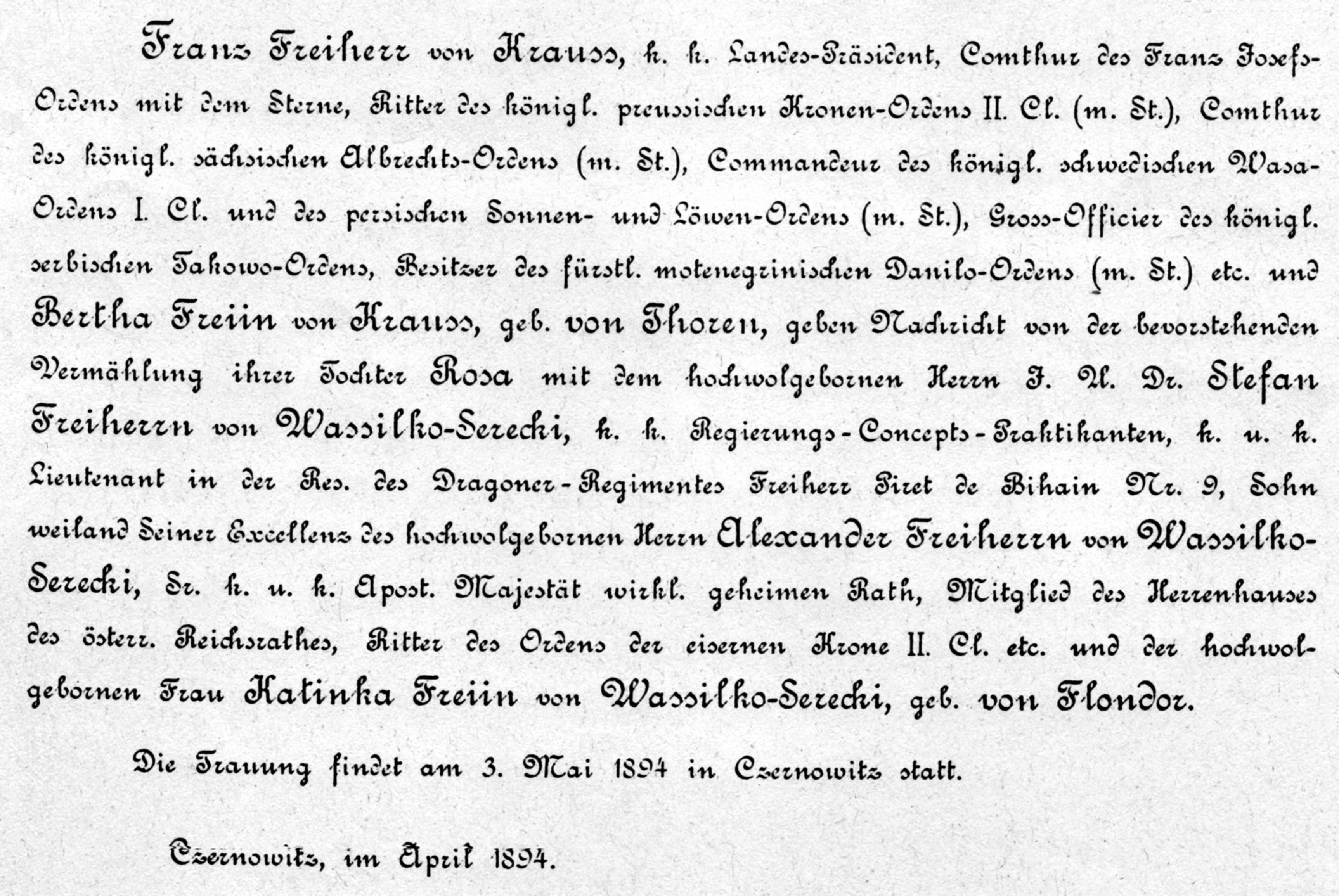
Anunț de căsătorie, 1894
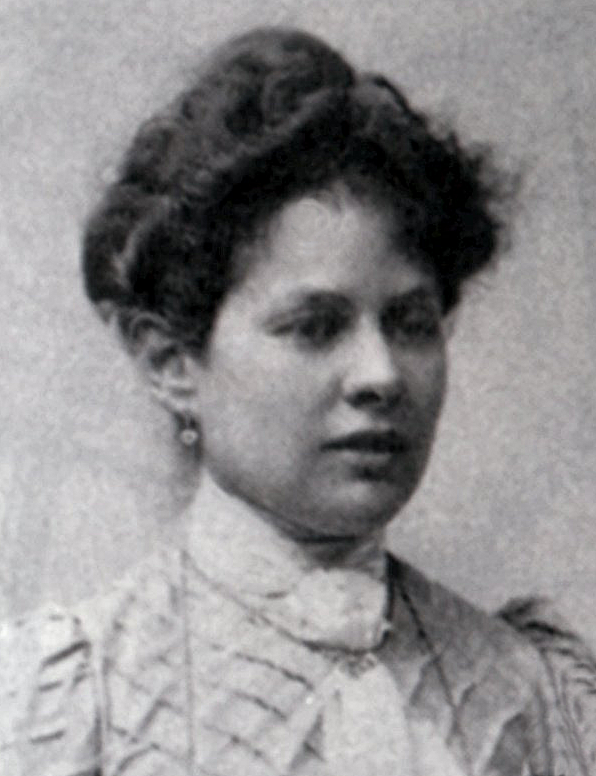
Soția Rosa, 1900
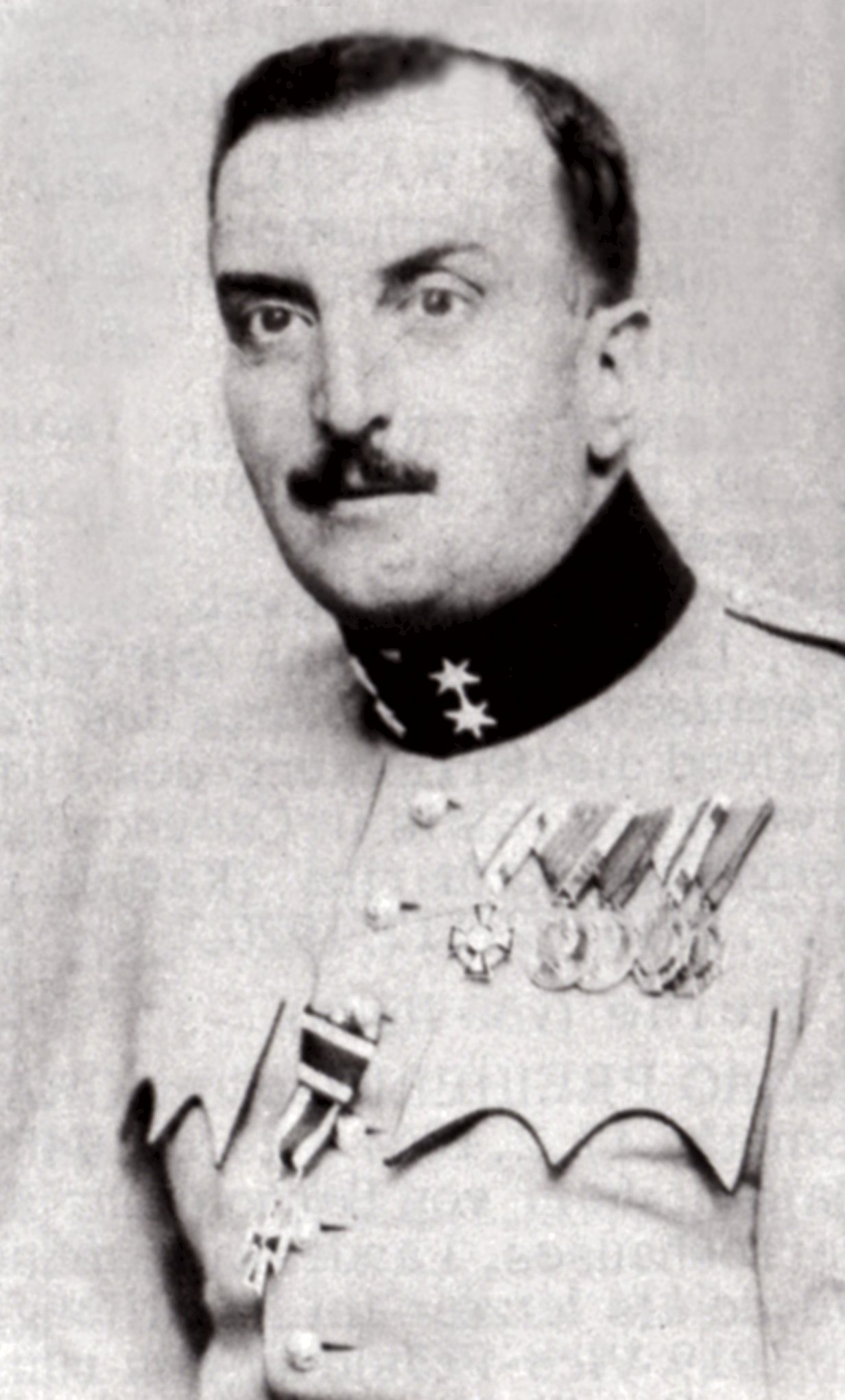
Ștefan Wassilko după 1915
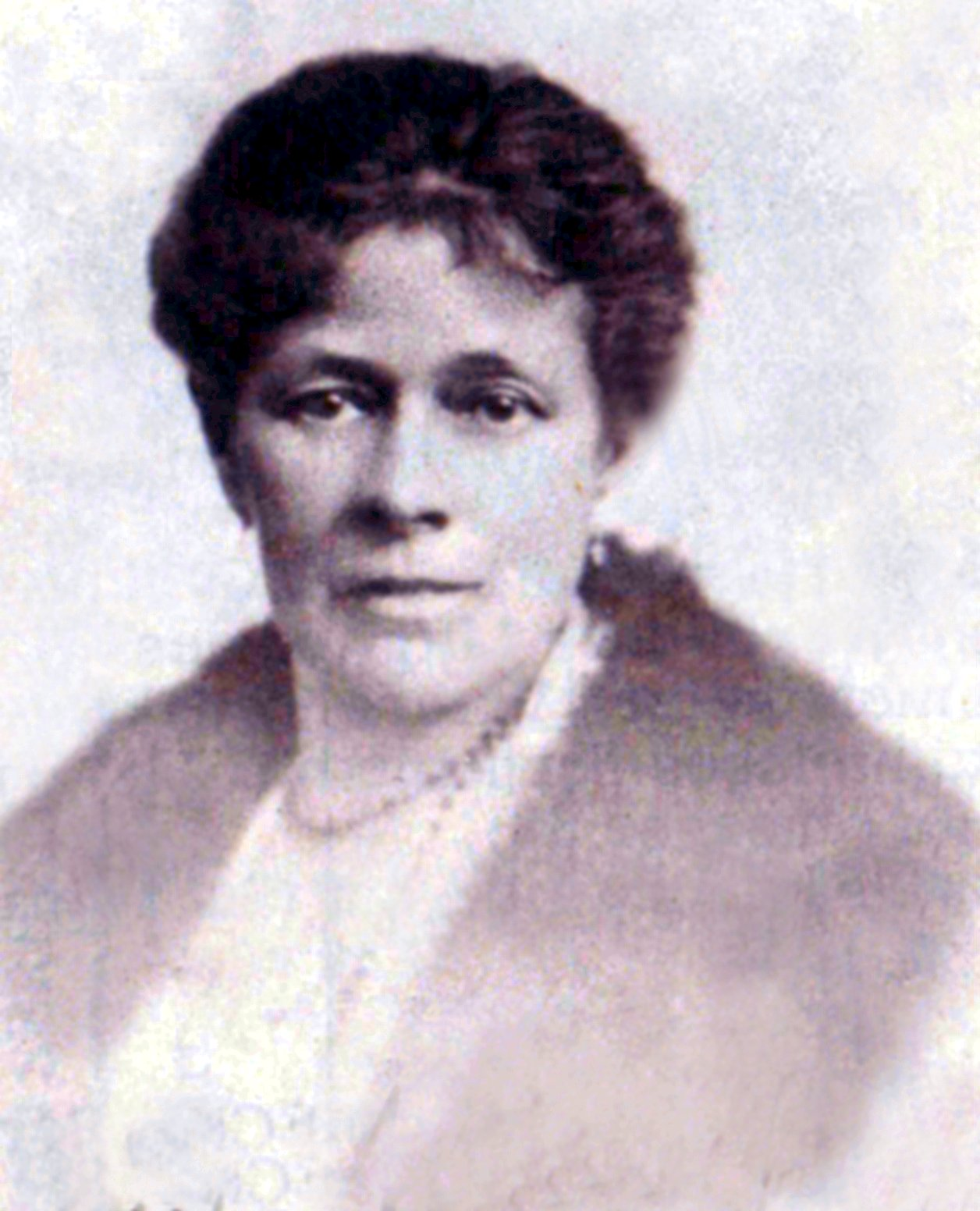
Soția Rosa, 1915
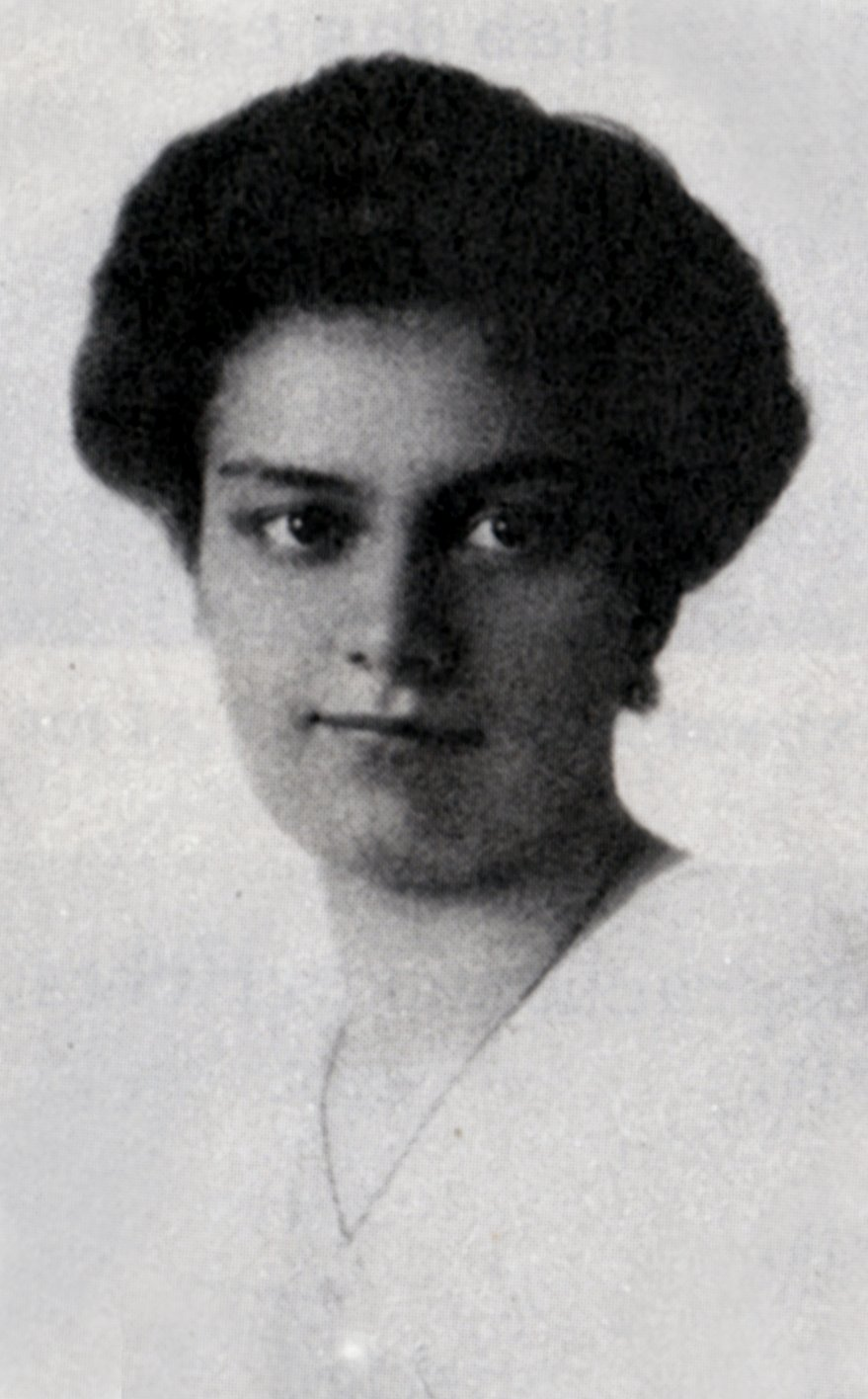
Fiica Zoe, 1916
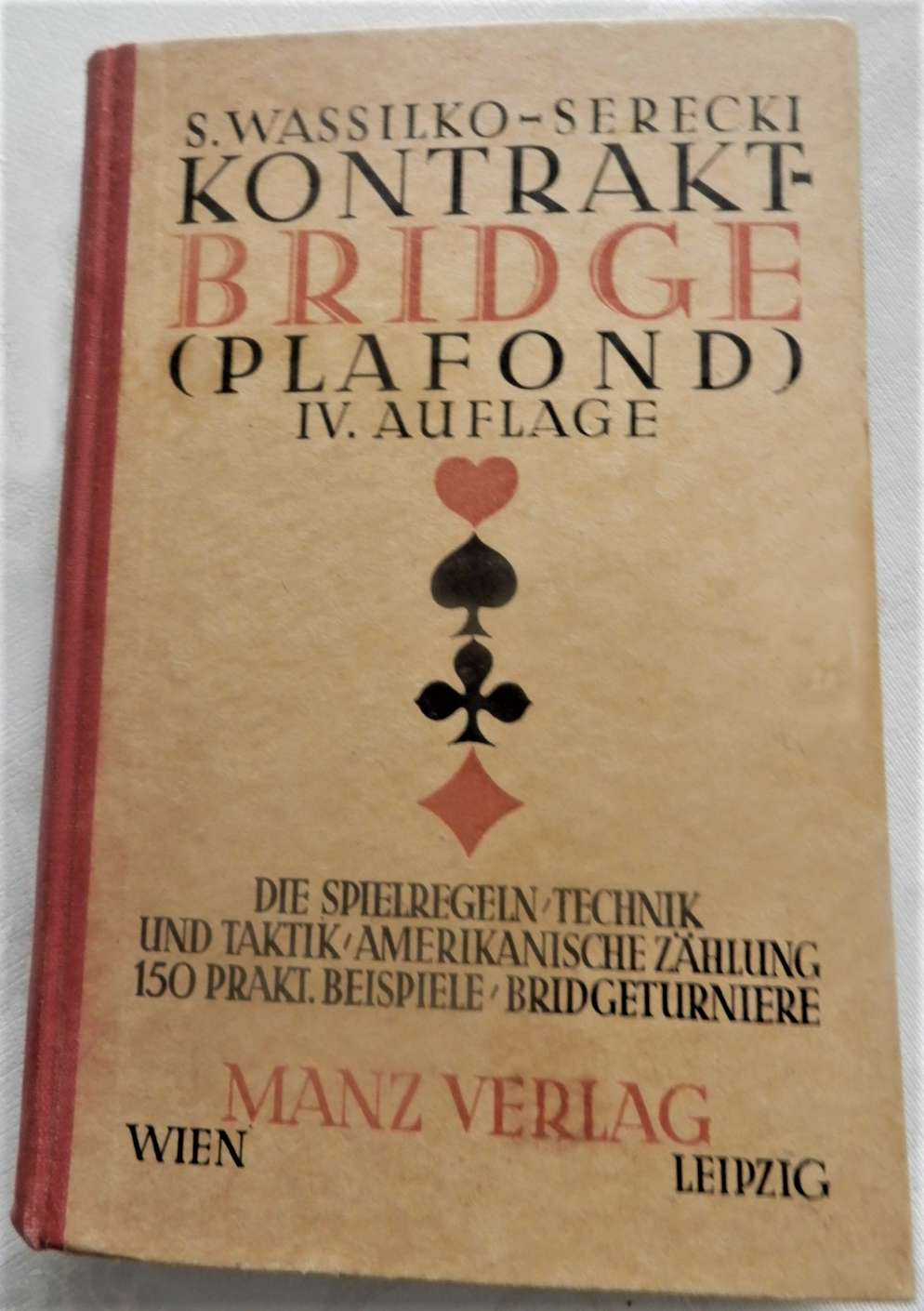
S. Wassilko, carte de Bridge 1930
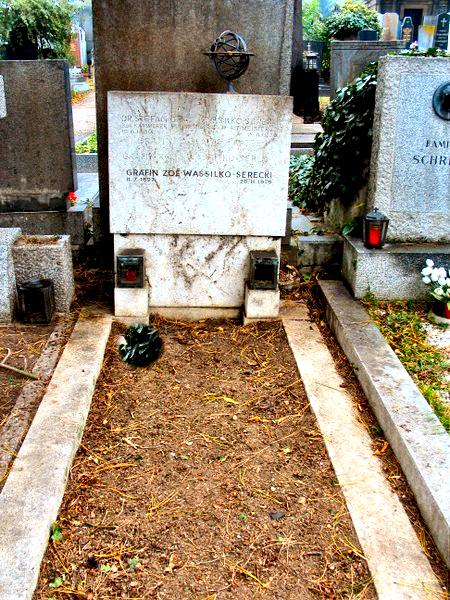
Mormântul lui Ștefan, Grinzing